# زهير بخيت
زهير سعيد بخيت بلال  (13 يوليو 1967)، لاعب كرة قدم إماراتي معتزل. لعب كمهاجم لمنتخب الإمارات العربية المتحدة لكرة القدم ولنادي الوصل. بدأ اللعب للمنتخب الوطني في عام 1988 واعتزل كرة القدم الدولية في عام 2001. ولعب في كأس أمم الخليج 5 مرات، وكأس أمم آسيا 3 مرات ، ومرة واحدة في كأس العالم لكرة القدم 1990 في إيطاليا.

## الأهداف

### كأس الخليج 1988
سجل هدف في مرمى منتخب البحرين لكرة القدم، وهدف في مرمى منتخب الكويت لكرة القدم، وهدفين في مرمى منتخب السعودية لكرة القدم.

### كأس الخليج 1990
سجل هدف في مرمى منتخب الكويت لكرة القدم.

### كأس الخليج 1992
سجل هدف في مرمى منتخب البحرين لكرة القدم.

## روابط خارجية
- زهير بخيت على موقع الاتحاد الدولي (مؤرشف)  (الإنجليزية)
- زهير بخيت على موقع قاعدة بيانات كرة القدم.إي يو (الإنجليزية)
- زهير بخيت على موقع ناشيونال فوتبول تيمز (الإنجليزية)
- زهير بخيت على موقع عالم كرة القدم.نت (الإنجليزية)
- زهير بخيت على موقع كووورة